# IHeartRadio Music Awards 2021
L'ottava edizione degli iHeartRadio Music Awards si è svolta il 27 maggio 2021 presso il Dolby Theatre di Los Angeles in California. La lista delle nomination è uscita il 7 aprile 2021. Dopo aver ricevuto 8 nomination, The Weeknd è risultato l'artista con il maggior numero di candidature, seguito da Megan Thee Stallion e Roddy Ricch (7). A ricevere il maggior numero di premi nella serata è stato The Weeknd, che ne ha ottenuti 5.

## Nomination
In grassetto sono evidenziati i vincitori.

### Canzone dell'anno
- The Weeknd – Blinding Lights
- DaBaby (featuring Roddy Ricch) – Rockstar
- Dua Lipa – Don't Start Now
- Harry Styles – Watermelon Sugar
- Post Malone – Circles

### Artista femminile dell'anno
- Dua Lipa
- Ariana Grande
- Billie Eilish
- Megan Thee Stallion
- Taylor Swift

### Artista maschile dell'anno
- The Weeknd
- Harry Styles
- Justin Bieber
- Post Malone
- Roddy Ricch

### Miglior duo/gruppo dell'anno
- Dan + Shay
- BTS
- Jonas Brothers
- Maroon 5
- Twenty One Pilots

### Miglior collaborazione
- Megan Thee Stallion (featuring Beyoncé) – Savage (Remix)
- 24kGoldn (featuring Iann Dior) – Mood
- Chris Brown e Young Thug – Go Crazy
- Gabby Barrett (featuring Charlie Puth) – I Hope
- Justin Bieber (featuring Chance the Rapper) – Holy

### Miglior nuovo artista pop
- Doja Cat
- 24kGoldn
- Blackbear
- JP Saxe
- Pop Smoke

### Canzone rock alternativa dell'anno
- Twenty One Pilots – Level of Concern
- AJR – Bang!
- All Time Low (featuring Blackbear) – Monsters
- Billie Eilish – Everything I Wanted
- Machine Gun Kelly – Bloody Valentine

### Artista rock alternativo dell'anno
- Twenty One Pilots
- AJR
- All Time Low
- Billie Eilish
- Cage the Elephant

### Miglior nuovo artista alternativo/rock
- Powfu
- Ashe
- Dayglow
- Royal & the Serpent
- Wallows

### Canzone rock dell'anno
- Foo Fighters – Shame Shame
- AC/DC – Shot in the Dark
- Chris Cornell – Patience
- Ozzy Osbourne – Under the Graveyard
- The Pretty Reckless – Death by Rock and Roll

### Artista rock dell'anno
- The Pretty Reckless
- AC/DC
- Five Finger Death Punch
- Ozzy Osbourne
- Shinedown

### Canzone country dell'anno
- Maren Morris – The Bones
- Blake Shelton (featuring Gwen Stefani) – Nobody but You
- Gabby Barrett – I Hope
- Luke Bryan – One Margarita
- Luke Combs – Even Though I'm Leaving

### Artista country dell'anno
- Luke Bryan
- Blake Shelton
- Luke Combs
- Maren Morris
- Thomas Rhett

### Miglior nuovo artista country
- Gabby Barrett
- Ashley McBryde
- Hardy
- Ingrid Andress
- Jameson Rodgers

### Canzone dance dell'anno
- Saint Jhn – Roses (Imanbek Remix)
- Joel Corry (featuring MNEK) – Head & Heart
- Lady Gaga e Ariana Grande – Rain on Me
- Sigala e James Arthur – Lasting Lover
- Surf Mesa (featuring Emilee) – ILY (I Love You Baby)

### Artista dance dell'anno
- Marshmello
- Anabel Englund
- Diplo
- Surf Mesa
- Tiësto

### Canzone hip hop dell'anno
- Roddy Ricch – The Box
- DaBaby (featuring Roddy Ricch) – Rockstar
- Future (featuring Drake) – Life Is Good
- Megan Thee Stallion (featuring Beyoncé) – Savage (Remix)
- Roddy Ricch (featuring Mustard) – High Fashion

### Artista hip hop dell'anno
- Roddy Ricch
- DaBaby
- Lil Baby
- Megan Thee Stallion
- Pop Smoke

### Miglior nuovo artista hip hop
- Roddy Ricch
- Jack Harlow
- Moneybagg Yo
- Pop Smoke
- Rod Wave

### Canzone R&B dell'anno
- Chris Brown e Young Thug – Go Crazy
- Chris Brown (featuring Gunna) – Heat
- H.E.R. (featuring YG) – Slide
- Jhené Aiko (featuring H.E.R.) – B.S.
- Summer Walker – Playing Games

### Artista R&B dell'anno
- H.E.R.
- Chris Brown
- Jhené Aiko
- Snoh Aalegra
- Summer Walker

### Miglior nuovo artista R&B
- Snoh Aalegra
- Chloe x Halle
- Lonr.
- Mahalia
- Skip Marley

### Canzone pop latina/reggaeton dell'anno
- Karol G e Nicki Minaj – Tusa
- Bad Bunny e Jhay Cortez – Dákiti
- Black Eyed Peas e J Balvin – Ritmo (Bad Boys for Life)
- Maluma e The Weeknd – Hawái (Remix)
- Ozuna – Caramelo

### Artista pop latino/reggaeton dell'anno
- J Balvin
- Bad Bunny
- Karol G
- Maluma
- Ozuna

### Miglior nuovo artista latino
- Rauw Alejandro
- Chesca
- Jay Wheeler
- Natanael Cano
- Neto Bernal

### Canzone messicana dell'anno
- Christian Nodal – Se me olvidó
- Calibre 50 – Sólo tú
- Calibre 50 – Te volvería a elegir
- El Fantasma – Palabra de hombre
- Lenin Ramírez (featuring Grupo Firme) – Yo ya no vuelvo contigo

### Artista messicano dell'anno
- Christian Nodal
- Banda los Sebastianes
- Calibre 50
- Edwin Luna y la Trakalosa de Monterrey
- Gerardo Ortíz

### Produttore dell'anno
- Max Martin
- Andrew Watt
- Dr. Luke
- Frank Dukes
- Louis Bell

### Cantautore dell'anno
- Ashley Gorley
- Ali Tamposi
- Amy Allen
- Dan Nigro
- Finneas

### Miglior fan army
- BTS – BTS Army
- Agnez Mo – Agnation
- Ariana Grande – Arianators
- Blackpink – Blink
- Harry Styles – Harries
- Justin Bieber – Beliebers
- Louis Tomlinson – Louies
- NCT 127 – NCTzens
- Selena Gomez – Selenators
- Taylor Swift – Swifties
- Why Don't We – Limelights

### Miglior video musicale
- BTS – Dynamite
- Blackpink – How You Like That
- Cardi B (featuring Megan Thee Stallion) – WAP
- Dua Lipa – Don't Start Now
- Future (featuring Drake) – Life Is Good
- Harry Styles – Watermelon Sugar
- Justin Bieber – Yummy
- Lady Gaga e Ariana Grande – Rain on Me
- Maluma – Hawái
- The Weeknd – Blinding Lights

### Miglior testo
- Harry Styles – Adore You
- Billie Eilish – Everything I Wanted
- Dua Lipa – Don't Start Now
- Future (featuring Drake) – Life Is Good
- Gabby Barrett (featuring Charlie Puth) – I Hope
- JP Saxe (featuring Julia Michaels) – If the World Was Ending
- Justin Bieber (featuring Quavo) – Intentions
- Lewis Capaldi – Before You Go
- Taylor Swift – Cardigan
- The Weeknd – Blinding Lights

### Miglior cover
- Harry Styles – Juice (Lizzo)
- Lizzo – Adore You (Harry Styles)
- Miley Cyrus – Heart of Glass (Blondie)
- Sam Smith – Fix You (Coldplay)
- Shawn Mendes – Can't Take My Eyes Off You (Frankie Valli)

### Social Star Award
- Olivia Rodrigo
- Dixie D'Amelio
- Jaden Hossler
- Lil Huddy
- Nessa Barrett
- Tate McRae

### Coreografia preferita di un video musicale
- Son Sung Deuk – Dynamite (BTS)
- Charm La'Donna – Physical (Dua Lipa)
- Coach Cherry e DaniLeigh – Bop (DaBaby)
- Cortland Brown – Say So (Doja Cat)
- JaQuel Knight – WAP (Cardi B featuring Megan Thee Stallion)
- Kendra Bracy e Ashanti Ledon – Do It (Chloe x Halle)
- Kyle Hanagami – Honey Boo (CNCO e Natti Natasha)
- Richy Jackson – Rain on Me (Lady Gaga e Ariana Grande)
- Scott e Brian Nicholson – 34+35 (Ariana Grande)

### TikTok Bop of the Year
- The Weeknd – Blinding Lights
- Cardi B (featuring Megan Thee Stallion) – WAP
- Doja Cat – Say So
- Jawsh 685 e Jason Derulo – Savage Love (Laxed - Siren Beat)
- K Camp – Lottery (Renegade)
- Megan Thee Stallion – Savage